# Nāḩiyat Tall Ḑamān
Nāḩiyat Tall Ḑamān (arabiska: ناحية تل ضمان) är ett subdistrikt i Syrien.   Det ligger i provinsen Aleppo, i den centrala delen av landet, 260 km norr om huvudstaden Damaskus.
Omgivningarna runt Nāḩiyat Tall Ḑamān är i huvudsak ett öppet busklandskap. Runt Nāḩiyat Tall Ḑamān är det ganska tätbefolkat, med 86 invånare per kvadratkilometer.